# Scelta della nazione organizzatrice della fase finale del campionato mondiale di calcio

Logo della FIFA

Mappa delle nazioni che hanno ospitato almeno un'edizione del mondiale tra il 1930 ed il 2022. In verde scuro i Paesi che hanno ospitato due volte il torneo, in verde medio quelli che lo hanno ospitato una volta, in grigio chiaro chi non ha ancora ospitato e in grigio scuro chi ha dovuto annullare il torneo.

Dal 1928 la FIFA, per assegnare l'organizzazione del Campionato mondiale di calcio, ha dovuto verificare dettaglio per dettaglio le candidature delle varie nazioni interessate a ospitare l'evento. La Coppa del Mondo si è disputata almeno una volta in tutti i continenti ad eccezione dell'Oceania.

## Lista sedi
| Edizione | Sede                                            | Continente                                      | Vincitore                                       |
| -------- | ----------------------------------------------- | ----------------------------------------------- | ----------------------------------------------- |
| 1930     | Uruguay                                         | Sud America                                     | Uruguay                                         |
| 1934     | Italia                                          | Europa                                          | Italia                                          |
| 1938     | Francia                                         | Europa                                          | Italia                                          |
| 1942     | Annullate a causa della seconda guerra mondiale | Annullate a causa della seconda guerra mondiale | Annullate a causa della seconda guerra mondiale |
| 1946     | Annullate a causa della seconda guerra mondiale | Annullate a causa della seconda guerra mondiale | Annullate a causa della seconda guerra mondiale |
| 1950     | Brasile                                         | Sud America                                     | Uruguay                                         |
| 1954     | Svizzera                                        | Europa                                          | Germania Ovest                                  |
| 1958     | Svezia                                          | Europa                                          | Brasile                                         |
| 1962     | Cile                                            | Sud America                                     | Brasile                                         |
| 1966     | Inghilterra                                     | Europa                                          | Inghilterra                                     |
| 1970     | Messico                                         | Nord America                                    | Brasile                                         |
| 1974     | Germania Ovest                                  | Europa                                          | Germania Ovest                                  |
| 1978     | Argentina                                       | Sud America                                     | Argentina                                       |
| 1982     | Spagna                                          | Europa                                          | Italia                                          |
| 1986     | Messico                                         | Nord America                                    | Argentina                                       |
| 1990     | Italia                                          | Europa                                          | Germania Ovest                                  |
| 1994     | Stati Uniti                                     | Nord America                                    | Brasile                                         |
| 1998     | Francia                                         | Europa                                          | Francia                                         |
| 2002     | Corea del Sud / Giappone                        | Asia                                            | Brasile                                         |
| 2006     | Germania                                        | Europa                                          | Italia                                          |
| 2010     | Sudafrica                                       | Africa                                          | Spagna                                          |
| 2014     | Brasile                                         | Sud America                                     | Germania                                        |
| 2018     | Russia                                          | Europa                                          | Francia                                         |
| 2022     | Qatar                                           | Asia                                            | Argentina                                       |
| 2026     | Canada/ Messico/ Stati Uniti                    | Nord America                                    | Sconosciuta                                     |
| 2030     | Spagna/ Portogallo/ Marocco                     | Africa, Europa, Sud America                     | Sconosciuta                                     |
| 2034     | Arabia Saudita                                  | Asia                                            | Sconosciuta                                     |

## Campionato mondiale di calcio 1930
Candidati
- Italia
- Paesi Bassi
- Spagna
- Svezia
- Ungheria
- Uruguay

Prima del Congresso in cui sarebbe stata presa la decisione, una serie di ritiri portarono alla scelta forzata dell'Uruguay. Paesi Bassi e Ungheria rinunciarono per motivi economici, poi fu la Spagna a rinunciare appoggiando la candidatura italiana. In seguito però anche l'Italia si ritirò dalla corsa per via del poco tempo a disposizione per organizzare il torneo. Il Congresso FIFA riunito a Barcellona il 18 maggio 1929 assegnò il torneo all'Uruguay senza che ci fosse una votazione.
Esito (Barcellona, 18 marzo 1929)
- Uruguay
- Italia (candidatura ritirata)
- Paesi Bassi (candidatura ritirata)
- Spagna (candidatura ritirata)
- Svezia (candidatura ritirata)
- Ungheria (candidatura ritirata)

## Campionato mondiale di calcio 1934
Candidati
- Italia
- Svezia

La Svezia si ritirò dalla corsa prima del voto, lasciando l'Italia come unica candidata. La decisione fu ratificata nel Congresso FIFA di Stoccolma e resa pubblica a Zurigo il 14 maggio 1932. La FIGC però accettò l'incarico con riserva, sciogliendola ufficialmente solo il 9 ottobre.
Fu l'unica edizione in cui anche la nazionale del Paese organizzatore dovette passare il turno di qualificazione per accedere alla fase finale e la prima volta in cui i detentori (l'Uruguay) non parteciparono - per protesta, in quanto molte selezioni europee avevano disertato la rassegna platense del 1930.
Esito (Zurigo, 14 maggio 1932)
- Italia
- Svezia (candidatura ritirata)

## Campionato mondiale di calcio 1938
Candidati
- Argentina
- Francia
- Germania

Per l'edizione 1938 si candidarono tre nazioni. La grande favorita della vigilia era l'Argentina, in quanto dopo un'edizione in Europa si riteneva preferibile organizzarne una in Sudamerica. Per la prima volta nessuna nazione si ritirò dalla corsa e fu necessaria una votazione. La scelta venne presa il 13 agosto 1936 nel Congresso FIFA di Berlino: erano previsti due turni e alla fine del primo spoglio la candidata con meno voti sarebbe stata eliminata. Tuttavia la Francia ebbe più della metà delle preferenze già al primo scrutinio, pertanto non fu necessaria una seconda votazione.
Esito (Berlino, 13 agosto 1936)
- Francia, 19 voti
- Argentina, 4 voti
- Germania, 0 voti

## Campionato mondiale di calcio 1942
Candidati
- Brasile
- Germania

La nazione sudamericana, il cui movimento calcistico era in fortissima ascesa, si candidò per ospitare l'evento dopo due rassegne consecutive in Europa e riuscì comunque ad organizzare la prima edizione del secondo dopoguerra.
Il Terzo Reich invece tentò di accaparrarsi la fase finale del Mondiale per propaganda, al pari dei Giochi olimpici di Berlino 1936 ed in seguito alla candidatura fallita per il torneo nel 1938.
Tuttavia la manifestazione fu cancellata a causa dello scoppio del conflitto bellico e quindi non assegnata.

## Campionato mondiale di calcio 1950 e Campionato mondiale di calcio 1954
La scelta per gli organizzatori del torneo del 1950 e del 1954 venne effettuata congiuntamente ad un giorno di distanza l'una dall'altra: il 26 e il 27 luglio 1946 a Lussemburgo. A seguito dei problemi dovuti alla seconda guerra mondiale (che avevano portato alla cancellazione della manifestazione nel 1942 e nel 1946) l'Europa era in gran parte in rovina e nessuna nazione aveva le risorse necessarie per organizzare il torneo, calendarizzato per il 1949. Alla fine pervenne la candidatura brasiliana (originariamente candidata per il 1942) ma solo a condizione che il torneo si tenesse nel 1950 e non nel 1949. La FIFA accettò e riprogrammò il torneo. Nello stesso congresso la Svizzera (Paese rimasto neutrale durante la guerra) annunciò la propria candidatura per il 1954 e, non essendoci altre candidature (e non apparendo possibile che ne sarebbero state presentate altre, vista la situazione internazionale), la FIFA assegnò direttamente anche il torneo del 1954.
Candidati 1950
- Brasile

Esito (Lussemburgo, 26 luglio 1946)
- Brasile

Candidati 1954
- Svizzera

Esito (Lussemburgo, 27 luglio 1946)
- Svizzera

## Campionato mondiale di calcio 1958
Candidati
- Svezia

Argentina, Cile, Messico e Svezia espressero interesse ad ospitare il torneo. I delegati svedesi riuscirono a convincere le altre nazioni a ritirarsi e la Svezia divenne candidata unica, ricevendo l'assegnazione del torneo a Rio de Janeiro il 23 giugno 1950, alla vigilia della gara inaugurale della rassegna iridata verde-oro.
Esito (Rio de Janeiro, 23 giugno 1950)
- Svezia

## Campionato mondiale di calcio 1962
Candidati
- Argentina
- Cile
- Germania Ovest

L'assegnazione del torneo avvenne nel 1956, durante una conferenza della FIFA a Lisbona. Tale decisione fu contestata per le carenze infrastrutturali del Cile, su cui pesò anche il sisma del 1960. Tuttavia, la catastrofe naturale non incise negativamente sullo svolgimento della manifestazione.
Esito (Lisbona, 10 giugno 1956)
- Cile, 32 voti
- Argentina, 11 voti
- Germania Ovest (candidatura ritirata)

## Campionato mondiale di calcio 1966
Candidati
- Germania Ovest
- Inghilterra
- Spagna

L'assegnazione all'Inghilterra fu probabilmente facilitata dal fatto che il presidente della FIFA al momento della votazione fosse il britannico Arthur Drewry. La fase finale si tenne per la prima volta in una nazione che aveva partecipato attivamente alla Seconda guerra mondiale e che ne era stata duramente colpita.
Esito (Roma, 22 agosto 1960)
- Inghilterra, 34 voti
- Germania Ovest, 27 voti
- Spagna (candidatura ritirata)

## Campionato mondiale di calcio 1970
Candidati
- Argentina
- Messico

Durante un congresso FIFA alla vigilia delle Olimpiadi di Tokyo 1964, si tennero le votazioni per la scelta della nazione che avrebbe ospitato la rassegna nel 1970. Vinse il Messico nei confronti di un altro Paese latino, l'Argentina. Divenne così la prima edizione a svolgersi lontano dal Vecchio Continente e dal Sudamerica.
Esito (Tokyo, 8 ottobre 1964)
- Messico, 56 voti
- Argentina, 32 voti

## Campionato mondiale di calcio 1974, Campionato mondiale di calcio 1978 e Campionato mondiale di calcio 1982
Nel Congresso FIFA del 6 luglio 1966 furono assegnate ben tre edizioni del torneo. Per le edizioni europee del 1974 e 1982 le candidate erano Spagna e Germania Ovest, e i due paesi raggiunsero l'accordo di ospitare un'edizione per ciascuno: i tedeschi scelsero quella del 74 e gli spagnoli quella dell'82.
Per quanto riguarda la coppa del 1978, le nazioni papabili erano Argentina e Messico, le stesse due che si erano affrontate per ospitare il torneo del 1970, con la vittoria del Paese nordamericano. Di conseguenza quest'ultimo si ritirò dalla corsa, lasciando l'Argentina come unica candidata.
Candidati 1974
- Germania Ovest
- Spagna

Esito (Londra, 6 luglio 1966)
- Germania Ovest
- Spagna (ritirata in cambio dell'edizione 1982)

Candidati 1978
- Argentina
- Messico

Esito (Londra, 6 luglio 1966)
- Argentina
- Messico (ritirato dopo aver ottenuto l'edizione 1970)

Candidati 1982
- Germania Ovest
- Spagna

Esito (Londra, 6 luglio 1966)
- Spagna
- Germania Ovest (ritirata in cambio dell'edizione 1974)

## Campionato mondiale di calcio 1986
Candidati
- Colombia

La Colombia si presentò come unica possibile organizzatrice.
Esito (Francoforte, 9 giugno 1974)
- Colombia

Seconda assegnazione
Successivamente, il 5 novembre 1982, la Colombia rinunciò ad ospitare il torneo per problemi finanziari interni e la FIFA decise di candidare tre nazioni del Nord America:
- Canada
- Messico
- Stati Uniti

La scelta del Paese ospitante si ebbe a seguito di un'esaminazione ad opera di un Comitato speciale:
Esito (Stoccolma, 20 maggio 1983)
- Messico, all'unanimità
- Canada e  Stati Uniti, 0 voti

Il Messico diventò quindi la prima nazione ad organizzare un campionato mondiale di calcio per la seconda volta.

## Campionato mondiale di calcio 1990
Candidati
- Grecia
- Inghilterra
- Italia
- Unione Sovietica

L'Italia vinse la concorrenza dell'Unione Sovietica e si apprestò ad organizzare la manifestazione per la seconda volta, dopo quella vittoriosa del 1934.
Esito (Zurigo, 19 maggio 1984)
- Italia, 11 voti
- Unione Sovietica, 5 voti
- Inghilterra (candidatura ritirata)
- Grecia (candidatura ritirata)

## Campionato mondiale di calcio 1994
Candidati
- Brasile
- Marocco
- Stati Uniti

Per la prima volta gli USA si aggiudicarono l'organizzazione della fase finale di un Mondiale di calcio, fino ad allora appannaggio di Europa ed America Latina.
Esito (Zurigo, 4 luglio 1988)
- Stati Uniti, 10 voti
- Marocco, 7 voti
- Brasile, 2 voti

## Campionato mondiale di calcio 1998
Candidati
- Francia
- Marocco
- Svizzera

La nazione transalpina la spuntò in sede di votazione sul Marocco, nonostante un tentativo di corruzione da parte della commissione nordafricana nei confronti dei delegati del comitato FIFA, illecito chiarito grazie ad un'inchiesta del 2015.
Esito (Zurigo, 1º luglio 1992)
- Francia, 12 voti
- Marocco 7 voti
- Svizzera (candidatura ritirata)

## Campionato mondiale di calcio 2002
Candidati
- Corea del Sud e  Giappone (candidatura congiunta)
- Messico

Per la prima volta una fase finale di un Mondiale si sarebbe tenuta in Asia, per di più in due sedi; inoltre il Giappone, al momento dell'assegnazione, non aveva mai partecipato ad una rassegna iridata: il debutto da ospitante non si verificava da oltre sessant'anni (era accaduto solo all'Italia nel 1934). Tuttavia i nipponici riuscirono a centrare la qualificazione per il torneo del 1998, quindi esordirono quattro anni prima di vestirsi da organizzatori.
Esito (Zurigo, 31 maggio 1996)
- Corea del Sud e  Giappone (candidatura congiunta), all'unanimità
- Messico, 0 voti

## Campionato mondiale di calcio 2006
Candidati
- Brasile
- Germania
- Inghilterra
- Marocco
- Sudafrica

La Germania riuscì ad ottenere l'assegnazione come nazione ospitante, di misura sul Sudafrica (che avrebbe solo rimandato di un'edizione la vittoria ai voti). Sui teutonici calò anche il sospetto che avessero comprato alcuni delegati.
Esito (Zurigo, 7 luglio 2000)
- Germania, 12 voti
- Sudafrica, 11 voti
- Inghilterra (candidatura ritirata dopo il 2º scrutinio)
- Marocco (candidatura ritirata dopo il 1º scrutinio)
- Brasile (candidatura ritirata)

## Campionato mondiale di calcio 2010
Candidati
- Egitto
- Libia e  Tunisia (candidatura congiunta)
- Marocco
- Sudafrica

Dato che tutte queste candidature erano africane, questo Mondiale sarebbe passato alla storia come il primo disputato nel Continente Nero. Qui, il Sudafrica sbaragliò la concorrenza delle altre in lizza, benché anche questa assegnazione sarebbe stata inserita in un'inchiesta dell'FBI nel 2015, nella quale si accertò che il comitato sudafricano aveva pilotato le votazioni con 10 milioni di euro di tangenti per risultare vincitore.
Esito (Zurigo, 15 maggio 2004)
- Sudafrica, 14 voti
- Marocco, 10 voti
- Egitto, 0 voti
- Libia e  Tunisia (candidatura ritirata)

## Campionato mondiale di calcio 2014
Candidati
- Brasile

Il Paese sudamericano era il solo in lista per ospitare la manifestazione nel 2014, che divenne la più costosa della storia.
Esito (Zurigo, 30 ottobre 2007)
- Brasile

## Campionato mondiale di calcio 2018
Candidati
- Russia
- Spagna e  Portogallo
- Paesi Bassi e  Belgio
- Inghilterra

La Russia vinse votazioni incerte, in particolare l'ultimo scrutinio contro la candidatura congiunta delle nazioni iberiche e quella dei Paesi Bassi con il Belgio. Fu la prima edizione ospitata in uno Stato transcontinentale.
Esito (Zurigo, 2 dicembre 2010)
- Russia, 13 voti
- Spagna e  Portogallo, 7 voti
- Paesi Bassi e  Belgio, 2 voti
- Inghilterra (candidatura ritirata)

## Campionato mondiale di calcio 2022
Candidati
- Qatar
- Stati Uniti
- Corea del Sud
- Giappone
- Australia

Il Qatar vinse quattro scrutini consecutivi e si aggiudicò l'assegnazione della manifestazione programmata nel 2022: fu la prima edizione a svolgersi in uno stato del mondo arabo, nonché a maggioranza islamica e disputatasi nei mesi autunnali dell'emisfero boreale. Inoltre per la prima volta dal 1934 la nazione ospitante debuttò al Mondiale da organizzatrice.
Anche in questo caso ci furono controversie legate a tangenti in cambio di voti e delegati corrotti.
Esito (Zurigo, 2 dicembre 2010)
- Qatar, 14 voti
- Stati Uniti, 8 voti
- Corea del Sud (candidatura ritirata)
- Giappone (candidatura ritirata)
- Australia (candidatura ritirata)

## Campionato mondiale di calcio 2026
Candidati
- Stati Uniti,  Messico e  Canada (candidatura congiunta)
- Marocco

La candidatura a tre delle tre federazioni nordamericane (primo caso di un terzetto a proporsi e risultare organizzatore di un Mondiale) riuscì ad ottenere 134 voti su 200 (l'Iran non scelse nessuno) e quindi prevalere sul comitato marocchino, sconfitto per la quinta volta in sede di scelta. Il Messico arriverà a tre edizioni ospitate, primato assoluto.
Esito (Mosca, 13 giugno 2018)
- Stati Uniti,  Messico e  Canada (candidatura congiunta), 134 voti
- Marocco, 65 voti

## Campionato mondiale di calcio 2030
Candidati
- Spagna,  Portogallo e  Marocco (candidatura congiunta)
- Argentina,  Uruguay e  Paraguay (candidatura congiunta)

Nell'ottobre 2023 è stata annunciata da parte dei vertici FIFA la vittoria della candidatura congiunta di Spagna, Portogallo e Marocco, mentre le tre partite inaugurali dovrebbero tenersi nelle nazioni sudamericane di Argentina, Uruguay (a esattamente un secolo dalla prima edizione del 1930) e Paraguay.
La decisione ufficiale è stata presa durante il congresso straordinario FIFA tenutosi l’11 dicembre 2024.

## Totale candidature sedi
In grassetto le sedi scelte
| Nazioni        | Candidature | Edizioni                                 |
| -------------- | ----------- | ---------------------------------------- |
| Germania       | 7           | 1938, 1942, 1962, 1966, 1974, 1982, 2006 |
| Marocco        | 6           | 1994, 1998, 2006, 2010, 2026, 2030       |
| Spagna         | 6           | 1930, 1966, 1974, 1982, 2018, 2030       |
| Brasile        | 5           | 1942, 1950, 1994, 2006, 2014             |
| Messico        | 5           | 1970, 1978, 1986, 2002, 2026             |
| Argentina      | 4           | 1938, 1962, 1970, 1978                   |
| Inghilterra    | 4           | 1966, 1990, 2006, 2018                   |
| Stati Uniti    | 4           | 1986, 1994, 2022, 2026                   |
| Italia         | 3           | 1930, 1934, 1990                         |
| Svezia         | 3           | 1930, 1934, 1958                         |
| Canada         | 2           | 1986, 2026                               |
| Cile           | 2           | 1962, 2014                               |
| Corea del Sud  | 2           | 2002, 2022                               |
| Francia        | 2           | 1938, 1998                               |
| Giappone       | 2           | 2002, 2022                               |
| Paesi Bassi    | 2           | 1930, 2018                               |
| Russia         | 2           | 1990, 2018                               |
| Portogallo     | 2           | 2018, 2030                               |
| Sudafrica      | 2           | 2006, 2010                               |
| Svizzera       | 2           | 1954, 1998                               |
| Arabia Saudita | 1           | 2034                                     |
| Australia      | 1           | 2022                                     |
| Belgio         | 1           | 2018                                     |
| Colombia       | 1           | 1986                                     |
| Egitto         | 1           | 2010                                     |
| Grecia         | 1           | 1990                                     |
| Libia          | 1           | 2010                                     |
| Qatar          | 1           | 2022                                     |
| Tunisia        | 1           | 2010                                     |
| Ungheria       | 1           | 1930                                     |
| Uruguay        | 1           | 1930                                     |